# Shermin Langhoff

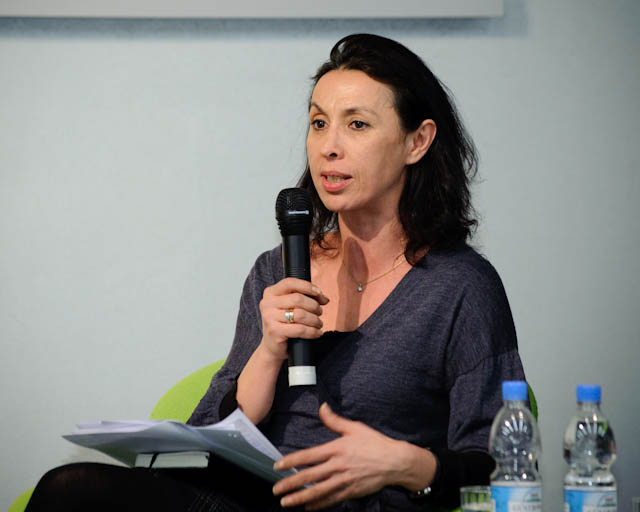
Shermin Langhoff, 2010

Shermin Langhoff (* 9. Dezember 1969 als Şermin Özel in Bursa, Türkei) ist eine deutsche Theatermacherin. Mit der Neueröffnung des Berliner Ballhaus Naunynstraße 2008 begründete sie das postmigrantische Theater. Seit 2013 ist sie Intendantin des Maxim-Gorki-Theaters in Berlin.

## Leben
Langhoffs Großmutter ist griechischer Herkunft, ihr Großvater stammt von tscherkessischen Adeligen ab. Kurz nach ihrer Geburt wurde sie zu den Großeltern nach Edremit gebracht. 1978 kam sie mit neun Jahren zu ihrer Mutter nach Deutschland, die als Gastarbeiterin bei der AEG in Nürnberg arbeitete. Nach ihrer Schulzeit am Hans-Sachs-Gymnasium absolvierte sie erst eine Lehre als Verlagskauffrau und volontierte zur Redakteurin im Verlag Bildung und Wissen. Nach einigen Jahren im Verlag wandte sie sich beruflich der Filmbranche zu und absolvierte ein Volontariat in der Film- und Fernsehproduktion des NDR. Anschließend arbeitete sie als Aufnahme- und Produktionsleiterin, dann als Produzentin und Regieassistentin.
Sie war von 1996 bis 2017 mit dem Theaterregisseur Lukas Langhoff verheiratet, mit dem sie eine Tochter hat.
2012 wurde sie zur Intendantin des Maxim Gorki Theaters in Berlin berufen als Nachfolgerin von Armin Petras.

## Arbeit
Sie rief das Filmfestival Türkei/Deutschland in Nürnberg ins Leben und versammelte dort türkischstämmige Künstler aus ganz Deutschland. 2003 gründete Langhoff das deutsch-türkische Kulturbüro „KulturSprünge“ in Berlin, das 2004 das Filmfest Europe in Motion veranstaltete. Im selben Jahr bearbeitete sie im Hebbel am Ufer (HAU) für das Theaterprojekt „X-Wohnungen – Migration“. Mit dem Regisseur Fatih Akın arbeitete sie für das Filmdrama Gegen die Wand von 2004 und den Musikdokumentarfilm Crossing The Bridge – The Sound of Istanbul von 2005 zusammen.
Sie wurde Kuratorin am HAU und entdeckte und förderte in einer „Akademie der Autodidakten“ viele Talente der zweiten türkischen Einwanderergeneration für Film und Theater. 2006 entstand Langhoffs Projekt Beyond Belonging. Migration, zu dem u. a. Ayşe Polat und Feridun Zaimoğlu Theaterproduktionen beisteuerten. 2007 kuratierte sie die zweite Ausgabe des Projekts Beyond Belonging. Autoput Avrupa mit Stücken und Inszenierungen u. a. von Nurkan Erpulat und Rimini Protokoll. 2008 kuratierte sie in ebendiesem Rahmen das Format Ceza & Friends, eine Open-Mike-Session mit dem Rapper Ceza.
Von 2008 bis 2013 war sie künstlerische Leiterin im Ballhaus Naunynstraße im Berliner Ortsteil Kreuzberg, das nach seinem Umbau mit Dogland – junges postmigrantisches Theaterfestival wiedereröffnete. Shermin Langhoff prägte zu diesem Festival den Begriff des postmigrantischen Theaters, der seitdem zu einer Konstante in den gesellschaftlichen Debatten um das Einwanderungsland Deutschland geworden ist und als Konzept im akademischen Bereich vielfach untersucht worden ist. Mehrere Ballhaus-Produktionen, insbesondere Verrücktes Blut von Nurkan Erpulat und Jens Hillje, erregten internationales Aufsehen. Erpulats Inszenierung wurde zum Berliner Theatertreffen und zahlreichen internationalen Festivals eingeladen.
2013 wechselte sie als Intendantin ans Berliner Maxim-Gorki-Theater. 2014 und 2016 wurde das Maxim-Gorki-Theater zum Theater des Jahres gewählt. Als Bühne für eine zeitgenössische heterogene Stadtgesellschaft mit ausgeprägtem politischen Profil wurde das Maxim-Gorki-Theater unter Shermin Langhoff international wahrgenommen. 2016 erhielt Shermin Langhoff zusammen mit Jens Hillje den Theaterpreis Berlin. In der Begründung der Jury hieß es, seit der Spielzeit 2013/14 habe das Duo das Maxim-Gorki-Theater „konsequent und radikal zu einer Spielstätte gemacht, die die Vielfalt der Stadtbevölkerung spiegele.“ Langhoffs Vertrag wurde 2019 bis zum Ende der Spielzeit 2022/23 verlängert.

## Die postmigrantische Gesellschaft
Der Begriff „postmigrantisch“ wurde in Deutschland von Shermin Langhoff geprägt. 2006 kuratierte sie das erste „postmigrantische Festival“ am Berliner Hebbel am Ufer, und zwei Jahre später etablierte sie das Ballhaus Naunynstraße als „postmigrantisches Theater“. Langhoff hatte 2008 das Berliner Ballhaus Naunynstraße übernommen, ehe sie 2013 Intendantin am Maxim-Gorki-Theater in der Hauptstadt wurde.
Das Ballhaus Naunynstraße, von Shermin Langhoff als postmigrantisches Theater ins Leben gerufen, wird von der Mehrheit der Künstlerinnen und Künstler als ein geschützter Raum wahrgenommen.
Durch Langhoffs Arbeit hat der Begriff „postmigrantisch“ inzwischen auch in der akademischen Welt großen Einfluss gewonnen. Die Bezeichnung „postmigrantisch“ dient als Label, um die Lebenswirklichkeiten von Deutschen zu beschreiben, die Kinder von Einwanderern sind. Sie haben zwar keine eigene Migrationserfahrung, aber werden als Angehörige der zweiten und dritten Generation mit dem Thema „Migrationshintergrund“ gesellschaftlich konfrontiert.
Das im Jahr 2014 neu gegründete Berliner Institut für empirische Integrations- und Migrationsforschung (BIM) stellte im Dezember 2014 die Studie "Deutschland postmigrantisch" vor. "Postmigrantisch ist eine Anleihe aus der Kulturwelt. Der Begriff wurde von der Intendantin am Maxim-Gorki-Theater Berlin, Shermin Langhoff, geprägt, die ihn in Stücken über die Gegenwart kultureller Vielfalt in Deutschland verwendet hat", so die Institutsdirektorin Naika Foroutan. Die Sozialwissenschaftlerin Foroutan beschäftigt sich mit der „postmigrantischen Gesellschaft“ weiter in ihrem Buch, das die politischen und medialen Debatten hinterfragt, die sich um die Migration drehen. In der Rezension des Buches "Die postmigrantische Gesellschaft" im Deutschlandfunk Kultur heißt es: "Die Größe des Langhoffschen Claims zeigt sich also daran, dass er der Akademikerin geeignet scheint, um begriffliche Hindernisse im Diskurs zu überwinden".
Die Entwicklung des Begriffs „postmigrantisch“ und die damit verbundene künstlerische Praxis von Shermin Langhoff haben im wissenschaftlichen Diskurs eine bemerkenswerte Transformation durchlaufen. In ihrer Doktorarbeit an der Goldsmiths University of London zum Thema „Postmigrantisches Theater und kulturelle Vielfalt in den Künsten“ untersucht die Kulturwissenschaftlerin Onur Susan Nobrega die vielfältigen Implikationen dieses Begriffs und seine Auswirkungen auf die Welt der Kunst und Kultur. "Die Beharrlichkeit von Langhoff und ihrem Netzwerk von Künstlerinnen, von denen die meisten für ihre Arbeit niedrige Löhne erhalten, setzt sich in ihrem kulturellen Engagement fort, um die Bedürfnisse von Künstlerinnen of Color zum Ausdruck zu bringen und sich für die Entwicklung einer angemessenen Diversität in der Kunstpolitik sowie in den Förderstrukturen von Institutionen und temporären Projekten einzusetzen", schreibt Nobrega.

## Kontroversen

### Äußerungen zu Theaterbetrieb (2014) und MeToo (2018)
In einem Interview mit der taz äußerte sich Langhoff im Juli 2014 zum Thema der „Arschlöcher“ im Theaterbetrieb. Laut Langhoff sei „eins der wenigen Prinzipien“ ihrer Arbeit, dass es „keine Arschlöcher geben“ dürfe. Man müsse „kein Arschloch sein, um gute Kunst zu machen“. In einem Interview mit dem Spiegel äußerte sich Langhoff im Dezember 2018 außerdem zum Thema MeToo. Darin sprach sie sich für „Gleichberechtigung für jeden“ aus. Niemand brauche „toxische Männlichkeit“, diese müsse vielmehr „bekämpft werden“. Man könne „nicht damit zufrieden sein, dass einige Männer, die rigoros Grenzen überschritten haben, von ihren Machtpositionen geflogen sind“. Vielmehr müsse man „mehrfache Diskriminierungen bekämpfen, etwa den perfiden Sexismus, der über die Hautfarbe läuft“. Aufgrund der Langhoff selbst im April 2021 vorgeworfenen Missbrauchsvorwürfe werden die von ihr gemachten Aussagen zu Arschlöchern und MeToo in den Medien inzwischen als kritisch gesehen, weil sie sich selbst, wie rbb24 schreibt, „aus diesem überkommenen Machtsystem bislang nicht befreit“ habe.

### Vorwurf des Machtmissbrauchs (seit 2021)
Im April 2021 wurde in Medien über Vorwürfe des Machtmissbrauchs von Mitarbeitern des Maxim Gorki Theaters berichtet. Peter Laudenbach schrieb in der Süddeutschen Zeitung, dass Langhoff sich laut einer früheren Mitarbeiterin des Theaters „nicht immer im Griff haben, öfter laut werden und Mitarbeiter runtergeputzt haben“ soll. Die Grenzüberschreitungen Langhoffs seien „flächendeckend“. Laut taz wurde seit 2019 mehrfach Themis eingeschaltet. Insgesamt seien laut der Zeit zudem mehr als „40 Beschwerden über ihre Machtausübung“ seit dem öffentlichen Bekanntwerden der Vorwürfe beim Gorki-Personalrat eingegangen. Der FAS gegenüber berichteten mehrere Mitarbeitende, „sie seien froh, dass nun alles ans Licht komme“, weil ihnen das Gorki zuvor wegen der positiven Presseberichterstattung „so verlogen“ vorkam.
Wie rbb24 und andere Medien erst 2021 berichteten, gab es bereits 2018 und 2019 Vorwürfe des Machtmissbrauchs durch Langhoff. So hätten sich Gorki-Mitarbeiter „zunächst intern, später bei der Vertrauensstelle Themis über die Führung im Maxim-Gorki-Theater beschwert“, worauf „Mediationen und Coaching“ für Langhoff stattgefunden hätten. Dies habe aber „offenbar wenig“ geholfen.
Nach erstmaligem Aufkommen der Vorwürfe habe die Berliner Senatsverwaltung für Kultur und Europa Langhoff zu mehreren Gesprächen gebeten. In diesen sah sie ein, dass sie „sich und ihren Kollegen mit den Ausrastern keinen Gefallen tut“. Langhoff habe deshalb ein Coaching in Anspruch genommen. Laut Laudenbach schien „das Arbeitsklima inzwischen deutlich respektvoller geworden zu sein“. Elisa von Hof kritisierte hingegen im Spiegel, dass die Berliner Senatsverwaltung für Kultur und Europa die Problematik nicht ernst nehme. So soll Langhoff „Schauspieler in Grund und Boden gebrüllt haben und auch körperlich übergriffig gewesen sein“. Es sei von einer toxischen, belastenden Arbeitsumgebung, Beleidigungen, verbaler Gewalt und der Unmöglichkeit, intern Kritik am Gorki zu äußern die Rede. Am Theater herrsche ein „Klima der Angst“. Laut Spiegel dementierte Langhoff die Vorwürfe. Die FAZ wiederum resümierte, Langhoff sage „nichts“ zu den Vorwürfen, was „erstaunt“. Im Dezember 2021 berichteten Mitarbeitende des Gorki im Spiegel, dass nie akzeptiert wurde, dass sie „Angst haben“. Wer „Kritik übe, fürchte weiterhin, entlassen zu werden“.
In Folge des vorgeworfenen Machtmissbrauchs kam in verschiedenen Medien zudem die Forderung nach einer Entlassung Langhoffs auf. So schrieb etwa der Tagesspiegel, der Ruf des Gorki-Theaters „sei in Gefahr“ und das Theater brauche nun „neue Perspektiven“.
Im Mai 2021 kam in der Machtmissbrauchs-Causa Langhoffs außerdem der Vorwurf der Wegduckens auf. Die Zeit schrieb, dass Langhoff „eine Gruppe Verbündeter“ aus dem Gorki suchte, mit der sie auf der Gorki-Website „eine Stellungnahme veröffentlicht hat“, in der sie „nicht ‚ich‘ sagen“ will, sondern „die Wir-Form“ vorzieht, um von ihrer Schuld abzulenken Angebracht wäre ein Statement gewesen, „das von der Intendantin allein unterzeichnet worden wäre“, weil sie es sei, „gegen die sich die Vorwürfe richten“. Außerdem kritisiert die Zeit, die Stellungnahme zeuge von „Hochmut“ und persönlichen „Versagen“ von Langhoff, sei eine „Machtdemonstration“ und relativiere „kühl“ die Lage in ihrem Theater.
Recherchen des rbb zeigten 2023, dass es ein angekündigtes Mediationsverfahren nicht gegeben habe und der damalige Kultursenator Lederer wegen fehlenden Zugriffs auf Archivmaterialien dies nicht habe aufklären können. Es herrsche weiterhin ein Klima der Angst. Aus Angst vor Repressalien traue sich aber kaum jemand Kritik zu äußern. Trotzdem wurde der Vertrag von Langhoff bis 2026 verlängert.

### Vorwurf der widerrechtlichen Kündigung (2021)
Im Mai 2021 wurde in den Medien berichtet, dass das Gerichtsverfahren zwischen dem Gorki-Theater und der ehemaligen Gorki-Dramaturgin Johanna Höhmann in einem Vergleich mit in einer Zahlung von 15.000 Euro an die Dramaturgin und in einer Auflösung des Vertragsverhältnisses in beiderseitigem Einvernehmen Ende Juli 2021 endete. Höhmann beschuldigte Langhoff, sie „während ihrer Elternzeit im Oktober 2020 gekündigt und damit als Frau diskriminiert zu haben“. Die Dramaturgin vermutete hinter ihrem Rauswurf „eine Art Strafaktion, weil sie sich zuvor an einer Beschwerde gegen den Führungsstil der Intendanz beteiligt hatte“.

### Vorwurf der positiven Diskriminierung (2021)
Im Mai 2021 kam in der Machtmissbrauchs-Causa Langhoffs in den Medien der Vorwurf der Positiven Diskriminierung auf, der sich vor allem gegen den verantwortlichen Kultursenator Klaus Lederer richtete. Dieser wusste laut der Zeit „von zentralen Vorwürfen gegen Langhoff bereits seit 2019“, habe aber dennoch ihren Vertrag „im Dezember 2020 geräuschlos bis zum Jahr 2026 verlängert“. Da Langhoff „eine Frau sei“ und einen „nichtdeutschen Familienhintergrund“ habe, stünde „der Vorwurf positiver Diskriminierung im Raum“. Auch in der Welt wurde gefragt, ob sich Langhoff nur im Amt halte, weil „sie eine Frau ist“.

## Gesellschaftliches Engagement
- Mitglied im Kuratorium der Eberhard-Schultz-Stiftung für soziale Menschenrechte und Partizipation[35][36]
- Mitglied im Rat für Kulturelle Bildung in Deutschland2014–2017[37]
- Beratende Teilnahme im Gründungsbeirat der Kulturakademie Tarabya 2010/2011 und Mitglied in der Jury der Kulturakademie Tarabya in Istanbul seit 2012[38]
- Vorstand Kultursprünge e. V.: Gründungs- und Vorstandsmitglied 2003–2013[39]
- Mitglied der Kairos-Preis-Jury in Hamburg seit 2017
- Mitglied der Brecht-Preis-Jury in Augsburg seit 2018
- Langhoff und der Regisseur Fatih Akin starteten die Kampagne „What did Kavala do“, in der sich Prominente unterstützend zu dem in Haft sitzenden Osman Kavala äußern.[40]
- Mitgründerin des PEN Berlin[41]

## Auszeichnungen
- 2011: KAIROS-Preis der Alfred Toepfer Stiftung F.V.S.
- 2011: Edzard und Helga Reuter Preis für Völkerverständigung
- 2012: Moses-Mendelssohn-Preis[42]
- 2014: Theodor-Heuss-Medaille
- 2014: Theater des Jahres[43]
- 2015: Berliner Bär (B.Z.-Kulturpreis)
- 2016: Theaterpreis Berlin, zusammen mit Jens Hillje
- 2016: Theater des Jahres[44]
- 2017: Bundesverdienstkreuz am Bande